# Isoperla russevi
Isoperla russevi is een steenvlieg uit de familie Perlodidae. De wetenschappelijke naam van de soort is voor het eerst geldig gepubliceerd in 1970 door Sowa.